# Chengdong (socken i Kina, Shandong, lat 37,17, long 118,13)
Chengdong (kinesiska: 城东街道, 城东) är en socken i Kina. Den ligger i provinsen Shandong, i den östra delen av landet, omkring 120 kilometer nordost om provinshuvudstaden Jinan.
Genomsnittlig årsnederbörd är 698 millimeter. Den regnigaste månaden är juli, med i genomsnitt 278 mm nederbörd, och den torraste är januari, med 7 mm nederbörd.